# Better Be Good to Me
«Better Be Good to Me» es una canción escrita por los compositores Mike Chapman, Nicky Chinn y Holly Knight, (originalmente lanzada en 1981 por la banda Spider), interpretada por la cantante suiza Tina Turner y perteneciente a su álbum Private Dancer. Esta canción ocupó la quinta posición en The Billboard Hot 100 en 1984 y su vocalización le valió en la edición de 1985 el Grammy a la mejor interpretación vocal de rock femenina.
- Datos: Q523749